# Čiru
Čiru (Pantholops hodgsonii), známá také jako antilopa tibetská nebo orongo, je gazelám podobná antilopa, žijící v Himálaji. Název čiru (चिरु) pochází z nepálštiny, Tibeťané tuto antilopu nazývají tsö (གཙོད་), Mongolové orongo.

## Popis
Dospělé zvíře dosahuje délky kolem 140 cm, výšky v plecích kolem 85 cm (samičky 75 cm) a váhy kolem 40 kg (samičky pak kolem 30 kg). Čiru má hustou srst šedé až červenohnědé barvy, v břišní krajině je zbarvení světle krémové. Samci mají na čele a předních končetinách kontrastní černou kresbu, která je u samic a mláďat méně výrazná. Zimní srst je mnohem delší než letní a má světlejší odstín. Samci mají dlouhé, mírně prohnuté rohy, dlouhé až 70 cm. Některými znaky se čiru podobá sajze. Jedná se rozšířený čenich s objemnými nosními dutinami, hustou srst a nápadně malé, zakulacené boltce. Jedná se spíše o následek konvergence neboť oba druhy si nejsou blíže příbuzné.

## Systematické zařazení
Zařazení tohoto druhu je již dlouhou dobu sporné. Částečně byla čiru přiřazována ke gazelám, částečně ke kozám, v některých případech pro ni byla vytvořena zvláštní podčeleď pantholopinae. Molekulárně-genetické průzkumy novějšího data ukazují, že řazení tohoto druhu ke kozám je zřejmě správné, i když se jim svým vzhledem příliš nepodobá.

## Rozšíření
Čiru žije především v Tibetu a Kašmíru v oblastech ležících mezi 3500 a 5500 m nadmořské výšky, kde teploty mohou klesnout až na −40 °C (v oblasti Nepálu již byla zřejmě vyhubena).

## Způsob života
Zatímco samičky s mláďaty a dorostem tvoří skupinky kolem deseti zvířat, žijí dospělí samci ojediněle, pokouší se však během období páření (listopad a prosinec) získat kontrolu nad větší skupinou samic. Přitom mezi nimi dochází k bojům, kdy si svými špičatými rohy zasazují často smrtelné rány. K vrhu mláďat dochází během června a července. Samice rodí jen jedno mládě.

## Ohrožení a ochrana
Dlouhou dobu patřily tyto antilopy k nejrozšířenějším zvířatům v Tibetu. V první polovině dvacátého století se jejich stav odhadoval ještě na přibližně jeden milion exemplářů. Během druhé poloviny 20. století však jejich populace v důsledku pytláckého lovu zaznamenala katastrofální pokles a v devadesátých letech činily odhady stavu sotva 75 tisíc jedinců. Tento extrémní pokles má dva důvody:
- Prášku získaného z rohů samců, jsou v tradiční čínské medicíně připisovány léčivé účinky.
- Ze srsti antilopy se vyrábí vysoce ceněná vlněná látka – šáhtúš. Na výrobu jednoho šálu z tohoto materiálu je třeba srsti tří až pěti antilop. Na rozdíl od domestikované kašmírské kozy, z jejíž srsti se získává materiál pro výrobu kašmírských látek, žije čiru výlučně divoce v přírodě: Její odchov v zajetí se dosud nepodařil a k získání vlny je proto nutné antilopu zastřelit. V minulosti bylo objeveno několik pohřebišť s mrtvolami až 300 kusů antilop čiru zahrabanými do sněhu.

Jak v Číně tak i v Indii je čiru přísně chráněna. Prosazení zákazu jejího lovu je však vzhledem k nepřístupnému terénu a velké ploše, na které čiru žije, stále velice problematické. Obdobně složité je v praxi prosadit mezinárodní smlouvy, zakazující obchodování s výrobky z její srsti a rohů. Přesto se však podařilo zastavit pokles její populace a v roce 2009 čítal počet antilop čiru vice než 150.000 kusů. Díky tomu mohla být roku 2016 na Červeném seznamu IUCN přeřazena z kategorie kriticky ohrožených druhů mezi druhy téměř ohrožené.